# Draft 2008 de la NBA
2007 2009
La draft 2008 de la NBA est la 62e draft annuelle de la National Basketball Association (NBA), se déroulant en amont de la saison 2008-2009. Elle s'est tenue le 26 juin 2008 au Madison Square Garden à New York. Un total de 60 joueurs ont été sélectionnés en 2 tours.
Lors de cette draft, les équipes de la National Basketball Association (NBA) pouvaient sélectionner des joueurs issus de NCAA et d'autres joueurs de ligues étrangères.
La loterie pour désigner la franchise qui choisit en première un joueur, consiste en une loterie pondérée : parmi les équipes non qualifiées en playoffs, les chances de remporter le premier choix sont de 25% pour la plus mauvaise équipe, et de 0,5% pour la « moins mauvaise », où chaque équipe se voit confier aléatoirement 250 à 5 combinaisons différentes. Les Bulls de Chicago, avec 1,7% de chance d'obtenir le premier choix, détiennent le deuxième plus faible pourcentage de l'histoire de la loterie, derrière le Magic d'Orlando en 1993, avec 1,5%.
C'est la première fois que les trois premiers choix de la draft sont trois freshman, avec les Bulls en sélectionnant Derrick Rose en premier choix, le Heat de Miami en sélectionnant Michael Beasley et les Timberwolves du Minnesota en sélectionnant O. J. Mayo. Rose va d'ailleurs remporter le titre de NBA Rookie of the Year à l'issue de la saison.
Les Jayhawks du Kansas égalent le record des Huskies de UConn et des Gators de la Floride avec cinq joueurs sélectionnés lors des deux premiers tours de draft.
Cette draft marque les dernières sélections des SuperSonics de Seattle, puisque la franchise est délocalisée à Oklahoma City en amont de la saison et est renommée Thunder d'Oklahoma City. Le Thunder fera ses premières sélections à partir de 2009. Cette édition marque également la première fois qu'un joueur de la NBA Development League est sélectionné.

## Règles d'éligibilité
À partir de la draft 2006 de la NBA, les joueurs lycéens ne sont plus éligibles pour la draft. L'accord collectif entre le syndicat des joueurs et la ligue a augmenté l'âge minimum de 18 à 19 ans.
- Tous les joueurs draftés, quelle que soit leur nationalité, doivent être nés avant le 31 décembre 1989 inclus (i.e. qu'ils doivent avoir 19 ans durant l'année civile de la draft).
- Les joueurs ayant été diplômés dans un lycée américain doivent avoir obtenu leur diplôme depuis au moins un an[7].

## Loterie
Les équipes participent à la loterie si elles ne se sont pas qualifiées pour les playoffs ou si elles ont acquis un choix lors d'un échange avec une équipe non qualifiée pour les playoffs. La NBA a effectué un tirage au sort le 20 mai 2008 afin de déterminer l'ordre de la sélection. La loterie s'est tenue à Secaucus dans le New Jersey.
Quatorze balles de ping-pong numérotées de 1 à 14, furent placées dans une urne afin de créer 1001 combinaisons de quatre balles. Chaque équipe s'est vu attribuer un ensemble de combinaisons de quatre balles en fonction de leur record de victoires-défaites de la saison régulière 2007-2008. Trois combinaisons ont été tirées au sort afin de déterminer les trois premiers choix. Les choix suivants ont été répartis entre les équipes restantes en fonction de leur record de la saison régulière.
Les Bulls de Chicago, avec 1,7% de chance d'obtenir le premier choix, détiennent le deuxième plus faible pourcentage de l'histoire de la loterie, derrière le Magic d'Orlando en 1993, avec 1,5%. Initialement avec le meilleur pourcentage de chances d'obtenir le premier choix, le Heat de Miami a hérité du second choix. Le troisième choix est décerné ensuite aux Timberwolves du Minnesota.
Le tableau ci-dessous présente la probabilité pour chaque équipe de recevoir les différents choix.
| ^ | Signale le résultat de la loterie |

| Équipe                    | Chances | Choix | Choix | Choix | Choix | Choix | Choix | Choix | Choix | Choix | Choix | Choix | Choix | Choix | Choix |
| Équipe                    | Chances | 1er   | 2e    | 3e    | 4e    | 5e    | 6e    | 7e    | 8e    | 9e    | 10e   | 11e   | 12e   | 13e   | 14e   |
| ------------------------- | ------- | ----- | ----- | ----- | ----- | ----- | ----- | ----- | ----- | ----- | ----- | ----- | ----- | ----- | ----- |
| Heat de Miami             | 250     | 25,0% | 21,5% | 17,7% | 35,8% | —     | —     | —     | —     | —     | —     | —     | —     | —     | —     |
| SuperSonics de Seattle    | 199     | 19,9% | 18,8% | 17,1% | 31,9% | 12,4% | —     | —     | —     | —     | —     | —     | —     | —     | —     |
| Timberwolves du Minnesota | 138     | 13,8% | 14,2% | 14,5% | 23,8% | 29,0% | 4,5%  | —     | —     | —     | —     | —     | —     | —     | —     |
| Grizzlies de Memphis      | 137     | 13,7% | 14,2% | 14,5% | 8,5%  | 32,3% | 15,6% | 1,3%  | —     | —     | —     | —     | —     | —     | —     |
| Knicks de New York        | 76      | 7,6%  | 8,4%  | 9,5%  | —     | 26,2% | 38,5% | 9,3%  | 0,4%  | —     | —     | —     | —     | —     | —     |
| Clippers de Los Angeles   | 75      | 7,5%  | 8,3%  | 9,4%  | —     | —     | 41,4% | 29,4% | 3,9%  | 0,1%  | —     | —     | —     | —     | —     |
| Bucks de Milwaukee        | 43      | 4,3%  | 4,9%  | 5,8%  | —     | —     | —     | 60,0% | 23,2% | 1,8%  | —     | —     | —     | —     | —     |
| Bobcats de Charlotte      | 28      | 2,8%  | 3,3%  | 3,9%  | —     | —     | —     | —     | 72,5% | 16,8% | 0,6%  | —     | —     | —     | —     |
| Bulls de Chicago          | 17      | 1,7%  | 2,0%  | 2,4%  | —     | —     | —     | —     | —     | 81,3% | 12,2% | 0,4%  | —     | —     | —     |
| Nets du New Jersey        | 11      | 1,1%  | 1,3%  | 1,6%  | —     | —     | —     | —     | —     | —     | 87,0% | 8,9%  | 0,2%  | —     | —     |
| Pacers de l'Indiana       | 8       | 0,8%  | 0,9%  | 1,2%  | —     | —     | —     | —     | —     | —     | —     | 90,8% | 6,3%  | 0,1%  | —     |
| Kings de Sacramento       | 7       | 0,7%  | 0,8%  | 1,0%  | —     | —     | —     | —     | —     | —     | —     | —     | 93,5% | 3,9%  | —     |
| Trail Blazers de Portland | 6       | 0,6%  | 0,7%  | 0,9%  | —     | —     | —     | —     | —     | —     | —     | —     | —     | 96,0% | 1,8%  |
| Warriors de Golden State  | 5       | 0,5%  | 0,6%  | 0,7%  | —     | —     | —     | —     | —     | —     | —     | —     | —     | —     | 98,2% |

## Draft

### Légende
| ^ | Signale un joueur qui a été intronisé au Basketball Hall of Fame                                                                |
| * | Signale un joueur qui a été sélectionné pour au moins un match annuel NBA All-Star Game et une récompense annuelle All-NBA Team |
| + | Signale un joueur qui a été sélectionné pour au moins un match annuel NBA All-Star Game                                         |
| x | Signale un joueur qui a été sélectionné pour au moins une récompense annuelle All-NBA Team                                      |
| R | Signale le joueur qui a remporté le titre de NBA Rookie of the Year                                                             |
| m | Signale un joueur qui a remporté le titre de MVP au cours de sa carrière                                                        |

| Freshman (Fr.) : 1re année | Sophomore (So.) : 2e année | Junior (Jr.) : 3e année | Senior (Sr.) : 4e année |

### Premier tour
| Choix | Nom                  | Position    | Nationalité         | Équipe                                                                              | Provenance                          |
| ----- | -------------------- | ----------- | ------------------- | ----------------------------------------------------------------------------------- | ----------------------------------- |
| 1     | Derrick Rose* R m    | Meneur      | États-Unis          | Bulls de Chicago                                                                    | Memphis Tigers (Fr.)                |
| 2     | Michael Beasley      | Ailier fort | États-Unis          | Heat de Miami                                                                       | Kansas State Wildcats (Fr.)         |
| 3     | O. J. Mayo           | Ailier      | États-Unis          | Timberwolves du Minnesota (transféré à Memphis)                                     | USC Trojans (Fr.)                   |
| 4     | Russell Westbrook* m | Meneur      | États-Unis          | SuperSonics de Seattle                                                              | UCLA Bruins (So.)                   |
| 5     | Kevin Love*          | Ailier fort | États-Unis          | Grizzlies de Memphis (transféré à Minnesota)                                        | UCLA Bruins (Fr.)                   |
| 6     | Danilo Gallinari     | Ailier fort | Italie              | Knicks de New York                                                                  | Olimpia Milano (Italie)             |
| 7     | Eric Gordon          | Arrière     | États-Unis          | Clippers de Los Angeles                                                             | Indiana Hoosiers (Fr.)              |
| 8     | Joe Alexander        | Ailier      | États-Unis          | Bucks de Milwaukee                                                                  | West Virginia Mountaineers (Jr.)    |
| 9     | D. J. Augustin       | Meneur      | États-Unis          | Bobcats de Charlotte                                                                | Texas Longhorns (So.)               |
| 10    | Brook Lopez+         | Pivot       | États-Unis          | Nets du New Jersey                                                                  | Stanford Cardinal (So.)             |
| 11    | Jerryd Bayless       | Meneur      | États-Unis          | Pacers de l'Indiana                                                                 | Arizona Wildcats (Fr.)              |
| 12    | Jason Thompson       | Ailier fort | États-Unis          | Kings de Sacramento                                                                 | Rider Broncs (Sr.)                  |
| 13    | Brandon Rush         | Arrière     | États-Unis          | Trail Blazers de Portland                                                           | Kansas Jayhawks (Jr.)               |
| 14    | Anthony Randolph     | Ailier fort | États-Unis          | Warriors de Golden State                                                            | LSU Tigers (Fr.)                    |
| 15    | Robin Lopez          | Pivot       | États-Unis          | Suns de Phoenix (à la suite du transfert de Joe Johnson vers Atlanta)               | Stanford Cardinal (So.)             |
| 16    | Marreese Speights    | Ailier fort | États-Unis          | 76ers de Philadelphie                                                               | Florida Gators (So.)                |
| 17    | Roy Hibbert+         | Pivot       | États-Unis          | Raptors de Toronto (transféré à Indiana à la suite du transfert de Jermaine O'Neal) | Georgetown Hoyas (Sr.)              |
| 18    | JaVale McGee         | Pivot       | États-Unis          | Wizards de Washington                                                               | Nevada Wolf Pack (So.)              |
| 19    | J. J. Hickson        | Pivot       | États-Unis          | Cavaliers de Cleveland                                                              | North Carolina State Wolfpack (Fr.) |
| 20    | Alexis Ajinça        | Pivot       | France              | Bobcats de Charlotte (de Denver contre un futur premier tour de draft protégé)      | Hyères Toulon (France)              |
| 21    | Ryan Anderson        | Ailier fort | États-Unis          | Nets du New Jersey (à la suite du transfert de Jason Kidd vers Dallas)              | California Golden Bears (So.)       |
| 22    | Courtney Lee         | Arrière     | États-Unis          | Magic d'Orlando                                                                     | Western Kentucky Hilltoppers (Sr.)  |
| 23    | Kosta Koufos         | Pivot       | États-Unis Grèce    | Jazz de l'Utah                                                                      | Ohio State Buckeyes (Fr.)           |
| 24    | Serge Ibaka          | Ailier fort | République du Congo | SuperSonics de Seattle (à la suite du transfert de Kurt Thomas vers Phoenix)        | L'Hospitalet (Espagne)              |
| 25    | Nicolas Batum        | Ailier      | France              | Rockets de Houston (transféré à Portland)                                           | Le Mans (France)                    |
| 26    | George Hill          | Meneur      | États-Unis          | Spurs de San Antonio                                                                | IUPUI Jaguars (Jr.)                 |
| 27    | Darrell Arthur       | Ailier fort | États-Unis          | Hornets de La Nouvelle-Orléans (transféré à Portland, puis à Memphis)               | Kansas Jayhawks (So.)               |
| 28    | Donté Greene         | Ailier      | États-Unis          | Grizzlies de Memphis (à la suite du transfert de Pau Gasol vers les L.A. Lakers)    | Syracuse University Orange (Fr.)    |
| 29    | D. J. White          | Ailier fort | États-Unis          | Pistons de Détroit (transféré à Seattle)                                            | Indiana Hoosiers (Sr.)              |
| 30    | J. R. Giddens        | Arrière     | États-Unis          | Celtics de Boston                                                                   | New Mexico Lobos (Sr.)              |

### Second tour
| Choix | Nom                      | Position    | Nationalité | Équipe | Provenance                        |
| ----- | ------------------------ | ----------- | ----------- | --- | --------------------------------- |
| 31    | Nikola Peković           | Pivot       | Monténégro  | Timberwolves du Minnesota (de Miami à la suite du transfert de Ricky Davis, via Boston à la suite du transfert d'Antoine Walker)                                   | Panathinaikos (Grèce)             |
| 32    | Walter Sharpe            | Ailier fort | États-Unis  | SuperSonics de Seattle (transféré à Detroit) | UAB Blazers (Jr.)                 |
| 33    | Joey Dorsey              | Ailier fort | États-Unis  | Trail Blazers de Portland (de Memphis à la suite du transfert d'Alexander Johnson, transféré ensuite à Houston)                                                    | Memphis Tigers (Sr.)              |
| 34    | Mario Chalmers           | Meneur      | États-Unis  | Timberwolves du Minnesota (transféré à Miami) | Kansas Jayhawks (Jr.)             |
| 35    | DeAndre Jordan*          | Pivot       | États-Unis  | Clippers de Los Angeles | Texas A&M Aggies (Fr.)            |
| 36    | Ömer Aşık                | Pivot       | Turquie     | Trail Blazers de Portland (de New York à la suite du transfert de Demetris Nichols, transféré ensuite à Chicago)                                                   | Fenerbahçe Ülkerspor (Turquie)    |
| 37    | Luc Richard Mbah a Moute | Ailier      | Cameroun    | Bucks de Milwaukee | UCLA Bruins (Jr.)                 |
| 38    | Kyle Weaver              | Arrière     | États-Unis  | Bobcats de Charlotte | Washington State Cougars (Sr.)    |
| 39    | Sonny Weems              | Arrière     | États-Unis  | Bulls de Chicago (transféré à Denver) | Arkansas Razorbacks (Sr.)         |
| 40    | Chris Douglas-Roberts    | Arrière     | États-Unis  | Nets du New Jersey | Memphis Tigers (Jr.)              |
| 41    | Nathan Jawai             | Ailier fort | Australie   | Pacers de l'Indiana | Cairns Taipans (Australie)        |
| 42    | Sean Singletary          | Meneur      | États-Unis  | Kings de Sacramento (d'Atlanta à la suite du transfert de Mike Bibby)                                                                                              | Virginia Cavaliers (Sr.)          |
| 43    | Patrick Ewing Jr.        | Ailier      | États-Unis  | Kings de Sacramento | Georgetown Hoyas (Sr.)            |
| 44    | Ante Tomić               | Pivot       | Croatie     | Jazz de l'Utah (de Philadelphie) | KK Zagreb (Croatie)               |
| 45    | Goran Dragić*            | Meneur      | Slovénie    | Spurs de San Antonio (de Toronto à la suite du transfert de Yórgos Príntezis, transféré à Phoenix contre Malik Hairston et une somme d'argent)                     | Olimpija Ljubljana (Slovénie)     |
| 46    | Trent Plaisted           | Ailier fort | États-Unis  | SuperSonics de Seattle (de Portland à la suite du transfert de Sebastian Telfair, via Boston à la suite du transfert de Ray Allen, transféré ensuite à Detroit)    | BYU Cougars (Jr.)                 |
| 47    | Bill Walker              | Arrière     | États-Unis  | Wizards de Washington (transféré à Boston) | Kansas State Wildcats (Fr.)       |
| 48    | Malik Hairston           | Arrière     | États-Unis  | Suns de Phoenix (de Cleveland à la suite du transfert de Milt Palacio, transféré à San Antonio contre Goran Dragić et une somme d'argent)                          | Oregon Ducks (Sr.)                |
| 49    | Richard Hendrix          | Ailier fort | États-Unis  | Warriors de Golden State | Alabama Crimson Tide (Jr.)        |
| 50    | DeVon Hardin             | Pivot       | États-Unis  | SuperSonics de Seattle (de Denver à la suite du transfert d'Earl Watson)                                                                                           | California Golden Bears (Sr.)     |
| 51    | Shan Foster              | Arrière     | États-Unis  | Mavericks de Dallas | Vanderbilt Commodores (Sr.)       |
| 52    | Darnell Jackson          | Ailier fort | États-Unis  | Heat de Miami (d'Orlando à la suite de l'engagement de Stan Van Gundy en tant qu'entraîneur d'Orlando, transféré ensuite à Cleveland)                              | Kansas Jayhawks (Sr.)             |
| 53    | Tadija Dragićević        | Ailier fort | Serbie      | Jazz de l'Utah | Étoile rouge de Belgrade (Serbie) |
| 54    | Maarty Leunen            | Ailier fort | États-Unis  | Rockets de Houston | Oregon Ducks (Sr.)                |
| 55    | Mike Taylor              | Meneur      | États-Unis  | Trail Blazers de Portland (de New Orleans via Indiana, transféré ensuite aux Clippers)                                                                             | Idaho Stampede (D-League)         |
| 56    | Sasha Kaun               | Pivot       | Russie      | SuperSonics de Seattle (de New Orleans à la suite du transfert de Carl Landry via Houston à la suite du transfert de Bobby Jackson, transféré ensuite à Cleveland) | Kansas Jayhawks (Sr.)             |
| 57    | James Gist               | Ailier fort | États-Unis  | Spurs de San Antonio | Maryland Terrapins (Sr.)          |
| 58    | Joe Crawford             | Arrière     | États-Unis  | Lakers de Los Angeles | Kentucky Wildcats (Sr.)           |
| 59    | Deron Washington         | Ailier      | États-Unis  | Pistons de Détroit | Virginia Tech Hokies (Sr.)        |
| 60    | Semih Erden              | Pivot       | Turquie     | Celtics de Boston | Fenerbahçe Ülkerspor (Turquie)    |

## Joueurs notables non draftés
| Nom              | Position    | Nationalité | Provenance                         |
| ---------------- | ----------- | ----------- | ---------------------------------- |
| Gary Forbes      | Ailier      | Panama      | UMass (Sr.)                        |
| Sundiata Gaines  | Meneur      | États-Unis  | Georgia (Sr.)                      |
| Mickell Gladness | Pivot       | États-Unis  | Alabama A&M (Sr.)                  |
| Othello Hunter   | Ailier fort | États-Unis  | Ohio State (Sr.)                   |
| Othyus Jeffers   | Arrière     | États-Unis  | Robert Morris (Illinois) (Sr.)     |
| Rob Kurz         | Ailier      | États-Unis  | Notre Dame (Sr.)                   |
| Salah Mejri      | Pivot       | Tunisie     | Étoile Sportive du Sahel (Tunisie) |
| Gal Mekel        | Meneur      | Israël      | Wichita State (So.)                |
| Anthony Morrow   | Arrière     | États-Unis  | Georgia Tech (Sr.)                 |
| Timofey Mozgov   | Pivot       | Russie      | Khimki Moscow (Russie)             |
| DeMarcus Nelson  | Meneur      | États-Unis  | Duke (Sr.)                         |
| Brian Roberts    | Meneur      | États-Unis  | Dayton (Sr.)                       |
| Damjan Rudež     | Ailier fort | Croatie     | KK Split (Croatie)                 |
| Greg Stiemsma    | Pivot       | États-Unis  | Wisconsin (Sr.)                    |
| Reggie Williams  | Ailier      | États-Unis  | VMI (Sr.)                          |